# 그린란드 사람들의 사가

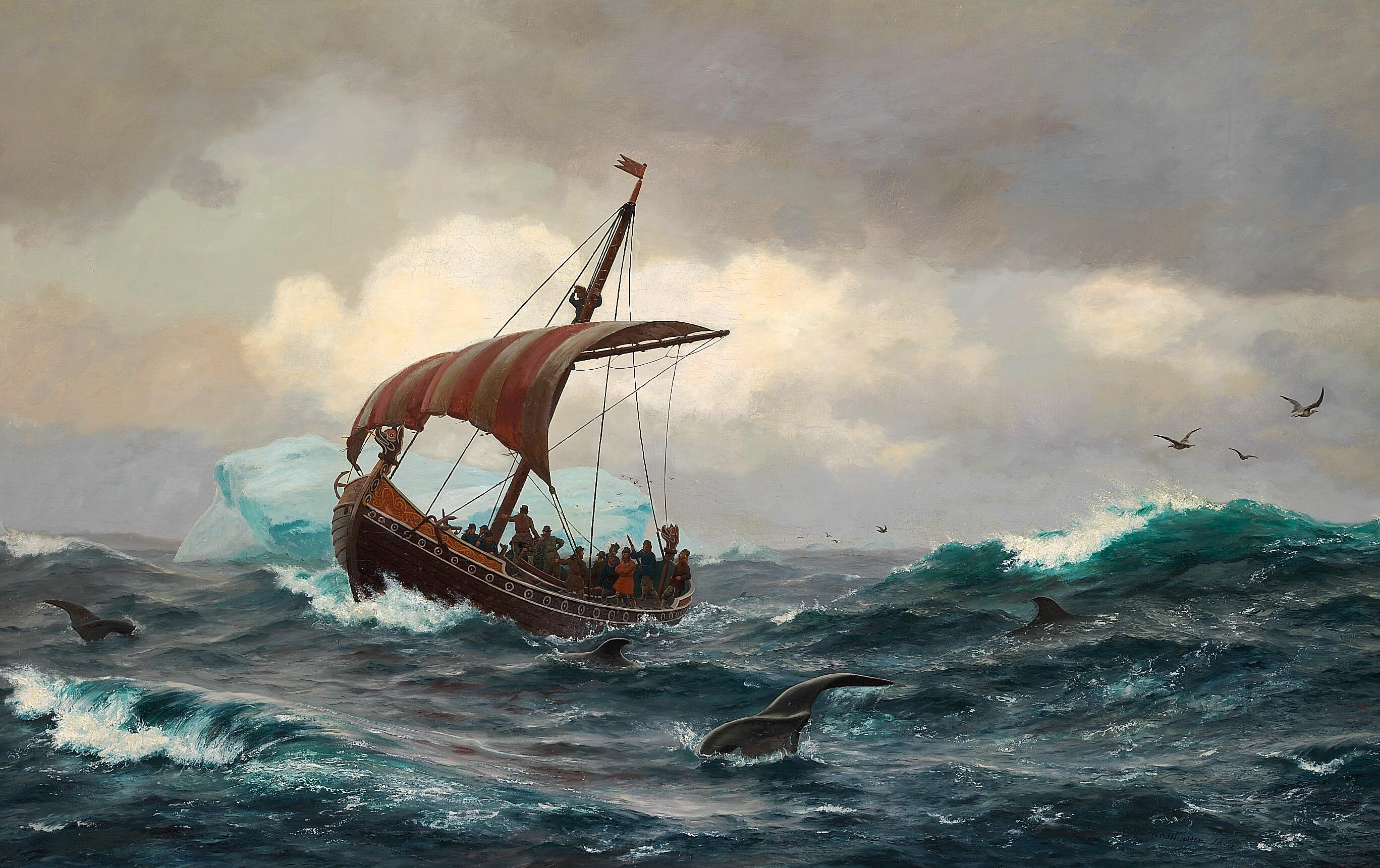
《1000년경 그린란드 해안의 여름》, 옌스 에리크 칼 라스무센(Jens Erik Carl Rasmussen, 1841년–1893년) 그림.

《그린란드 사람들의 사가》(고대 노르드어: Grœnlendinga saga 그뢰늘렌딩가 사가, 아이슬란드어: Grænlendinga saga)는 아이슬란드 사가 중 한 작품이다. 붉은 에이리크의 사가와 함께 노르드인의 북아메리카 탐사에 관한 주요 문헌이다. 에이리크 라우디와 주변인들이 그린란드를 식민하는 과정과 그 뒤 에이리크의 자식들과 토르핀 카를세프니가 그린란드보다 더욱 서쪽으로 간 이야기를 다루고 있다.
14세기 말에 작성된 평평한 섬의 서 필사본에 내용이 보존되어 있으며, 글로 쓰여지기 시작한 것은 13세기경으로 생각된다. 작중 내용은 970년경에서 1030년경 사이를 시간적 배경으로 삼고 있으며, 일부 비현실적인 내용을 제외하면 거의 역사적 사실에 기반해 쓰여진 것으로 생각된다.